# Pit bike
La pit bike è una piccola moto da fuoristrada/cross, originariamente utilizzata per la guida nei box o nella zona di sosta (paddock) di una gara di motocross. Fin dagli inizi degli anni 2000 le gare di pit bike, uno sport simile al motocross, sono diventate popolari negli Stati Uniti, specialmente nella California meridionale.
Il termine pit bike può essere applicato anche all'uso di minimoto o motocicli utilizzati in qualsiasi tipo di area di sosta degli eventi.

## Storia

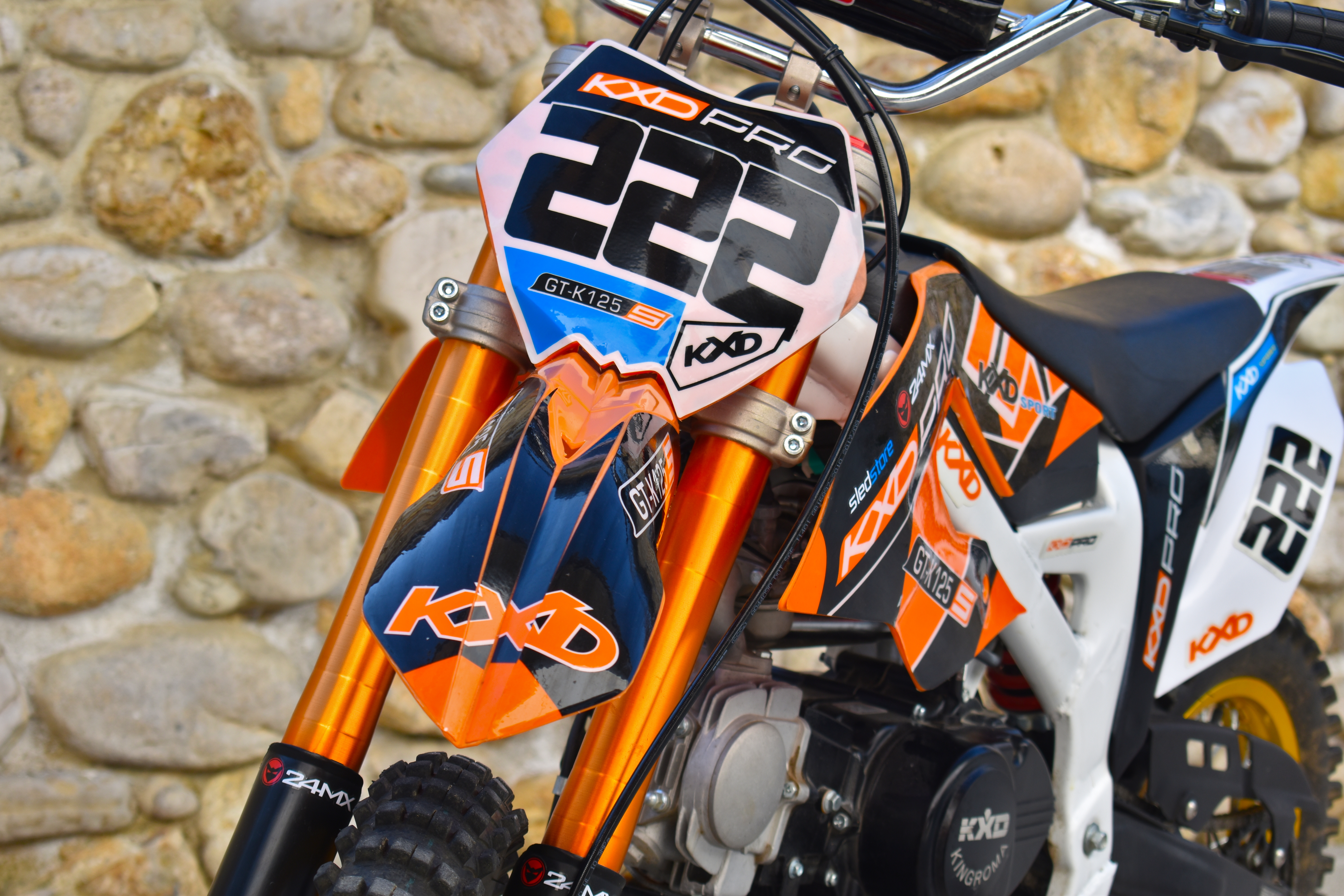
Kxd GT-K 125 S

Il nome pit bike è nato dall'uso di una Honda Z50 per girare intorno alle aree pit delle gare di dirt bike e degli eventi di gara negli Stati Uniti. Il prezzo abbastanza economico e la mobilità di queste biciclette li ha resi facili da usare negli eventi di gara. I famosi film di dirt bike come Crusty Demons of Dirt 3 del 1997 mostrano come queste piccole motociclette possono essere utilizzate per fare cose diverse da quelle di andare avanti e indietro nei box. Una parte di questo film mostra persone che fanno salti enormi su una Z50 nel cortile di qualcuno. Questo film e altri film come questo hanno fatto capire alla gente di cosa fossero capaci queste piccole moto. Non ci è voluto molto perché la moda della pit bike si espandesse.
In seguito al successo di questa tendenza, Honda ha cambiato il nome da Z50 a XR50 nel 1999 e ha apportato grandi cambiamenti alla moto. Alcuni di questi cambiamenti includono un serbatoio di benzina in plastica, un singolo ammortizzatore posteriore, ruote a raggi, sedile, plastica, riprogettazione totale del telaio e l'aspetto totale della moto. Quando gli adolescenti e i giovani adulti hanno cominciato a mostrare interesse per la Z50, sono diventati disponibili ricambi aftermarket per le pit bike per renderle più potenti e comode per i motociclisti (riders) più grandi. Alcune di queste parti comprendono sospensioni irrobustite, manubri alti, sedili alti e kit per maggiorare l'alesaggio dei cilindri. Dato che sempre più persone hanno messo queste parti aggiornate sulla loro Z50, la loro popolarità è cresciuta e ha portato a sempre più gare di pit bike negli Stati Uniti.
Nel 2002 Kawasaki è uscito con il KLX110. Questa moto, come la Honda XR50, è stata progettata per i riders più piccoli. Il 110 è più veloce e più grande di un XR50, quindi ha bisogno di meno modifiche per renderlo confortevole per i piloti più grandi. I riders di pit bike lo hanno capito e hanno iniziato a passare al KLX110.
A causa della popolarità dello sport, molte serie di gare di pit bike sono apparse in varie parti degli Stati Uniti. Alcuni esempi di tali serie sono le serie 2-Up Minis e Masters of Minis, entrambe situate nel Nord Est, la serie Sho-Me nel Missouri e la gara annuale Mini Moto Supercross tenuta il giorno prima dell'ultimo round dell'AMA Serie Pro Supercross a Las Vegas.
Negli ultimi anni c'è stata una crescita esponenziale nella diffusione di queste piccole moto; l'utilizzo sempre più ampio ha permesso l'avvicinamento al mondo dei motori ai più piccoli. Dal 2015 a questa parte, sono cominciate a nascere numerose aziende (principalmente nipponiche) produttrici di moto, che hanno come prodotto di punta le pit bike, vendendole tuttavia a prezzi irrisori. L'incremento di vendite, insieme alla loro diffusione, hanno permesso la creazione di veri e propri campionati ufficiali, come il Campionato Italiano di Velocità in Salita, la 12 Pollici Italian Cup, il Trofeo Cross Promotion e il Mini Wheels Mach.

## Modelli
- Bucci Moto (150, 160, 190 cm³)
- Ncx Moto (50, 125, 140, 150, 160, 170, 250 cm³)
- Ycf (50, 88, 125, 150, 160, 190)
- Kayo (50, 110, 125, 140, 160, 190 cm³)
- Orion (50 e 125 cm³)
- Kxd (50 e 125 cm³)
- Pbs (125, 140, 160, 190 cm³)